# Oberwil
Oberwil je město ve švýcarském kantonu Basilej-venkov. Žije zde přibližně 11 tisíc obyvatel.

## Geografie
Oberwil se nachází 5 km od Basileje v nadmořské výšce 316 m v údolí Leimental na východním svahu Bielhübelu s podhůřím na západním svahu Bruderholzu. Jeho sousedními obcemi jsou Biel-Benken a francouzský Neuwiller na západě, Therwil na jihu, Reinach na jihovýchodě, Bottmingen a Binningen na severu a Allschwil na severozápadě. Rozloha obce je 788 ha, z toho 45 % tvoří zemědělská půda, 20 % lesy, 34 % zastavěná plocha a 1 % neproduktivní půda.

## Historie

Letecký pohled (1929)

V obci Oberwil byly nalezeny pozůstatky z doby bronzové, železné a římské a raně středověké hrnčířské pece. První zmínka o vsi Obervilre pochází z doby kolem roku 1100. Od středověku patřila oblast basilejskému biskupovi, ale mezitím obec, stejně jako mnoho dalších vesnic v basilejské oblasti, přijala v letech 1529–1585 reformaci, ačkoli vždy spadala pod jurisdikci basilejského knížete-biskupa. Biskup Jakob Christoph Blarer von Wartensee jeho světskou správu rekatolizoval a všech devět farností oblasti Birseck přivedl zpět k římskokatolické víře. Během třicetileté války byl Oberwil jako pohraniční město na císařské půdě tak silně zpustošen, že zchudl a byl přidělen k farnosti v Therwilu; poté se opět stal samostatnou farností (až do roku 1820 spolu s alsaským Neuwillerem).
Po pádu basilejského knížecího biskupství v roce 1792 byl Oberwil na krátkou dobu také součástí Rauracké republiky a poté se v napoleonské éře stal součástí Francie. Na Vídeňském kongresu v roce 1815 byl Birseck připojen ke kantonu Basilej, zatímco zbývající části knížecího biskupství (Laufental a Jura) se staly součástí kantonu Bern.
V říjnu 2005 bylo dosaženo hranice 10 000 obyvatel a obec se tak statisticky stala městem. Oberwil však není oficiálně považován za město, protože obec byla proti používání označení „město“.

## Obyvatelstvo
| Rok            | 1850 | 1880 | 1900 | 1930 | 1950 | 1960 | 1970 | 1980 | 1990 | 2000 |
| Počet obyvatel | 794  | 1007 | 1516 | 2210 | 2540 | 3873 | 6678 | 7646 | 8626 | 9363 |

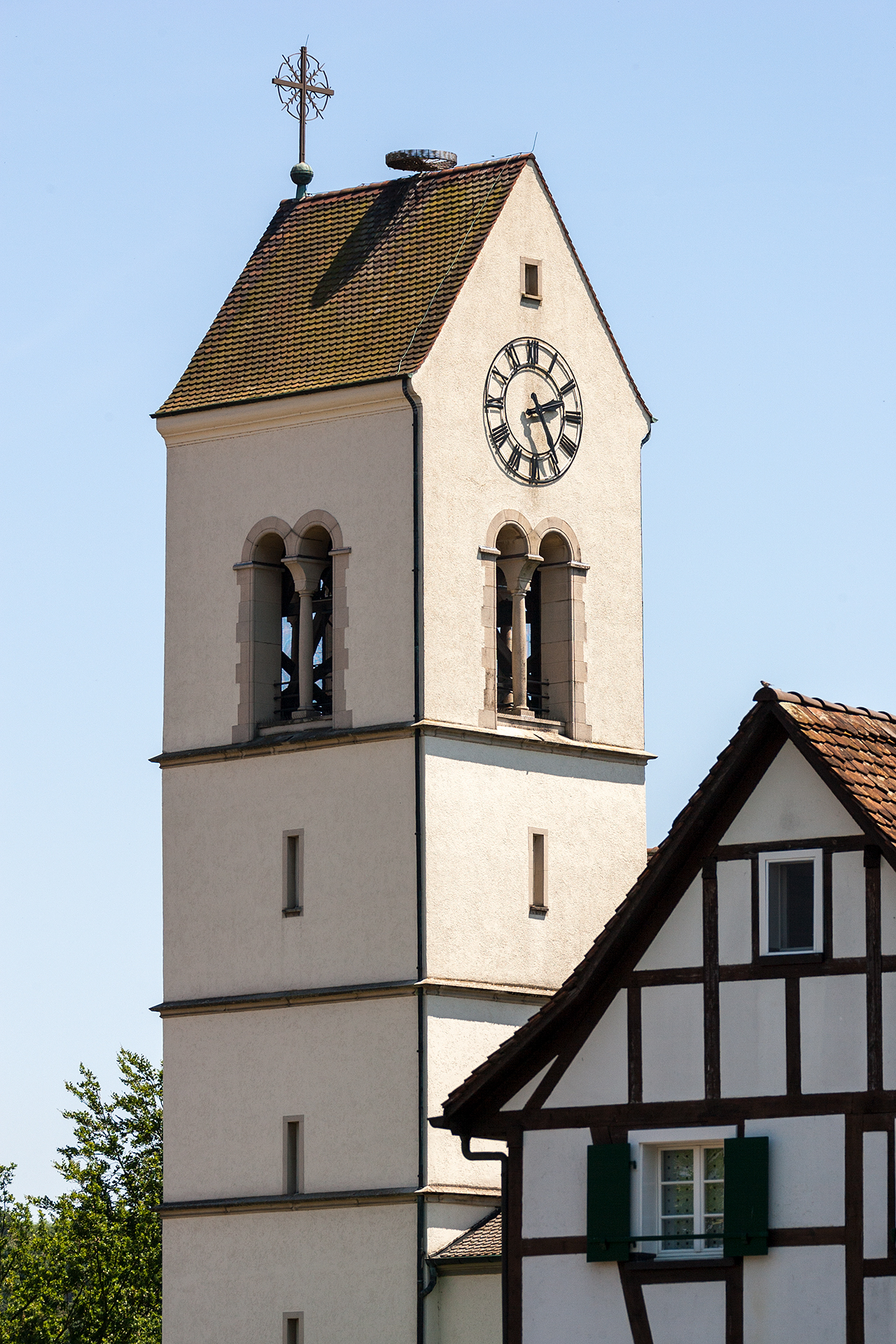
Věž kostela v Oberwilu

30 % obyvatel římskokatolického vyznání a 29 % reformovaných. Podíl cizinců činí 17,8 %. Většina obyvatel (k roku 2000) hovoří německy (8184, tj. 87,4 %), druhá nejčastější je angličtina (233, tj. 2,5 %) a třetí francouzština (191, tj. 2,0 %).

## Doprava

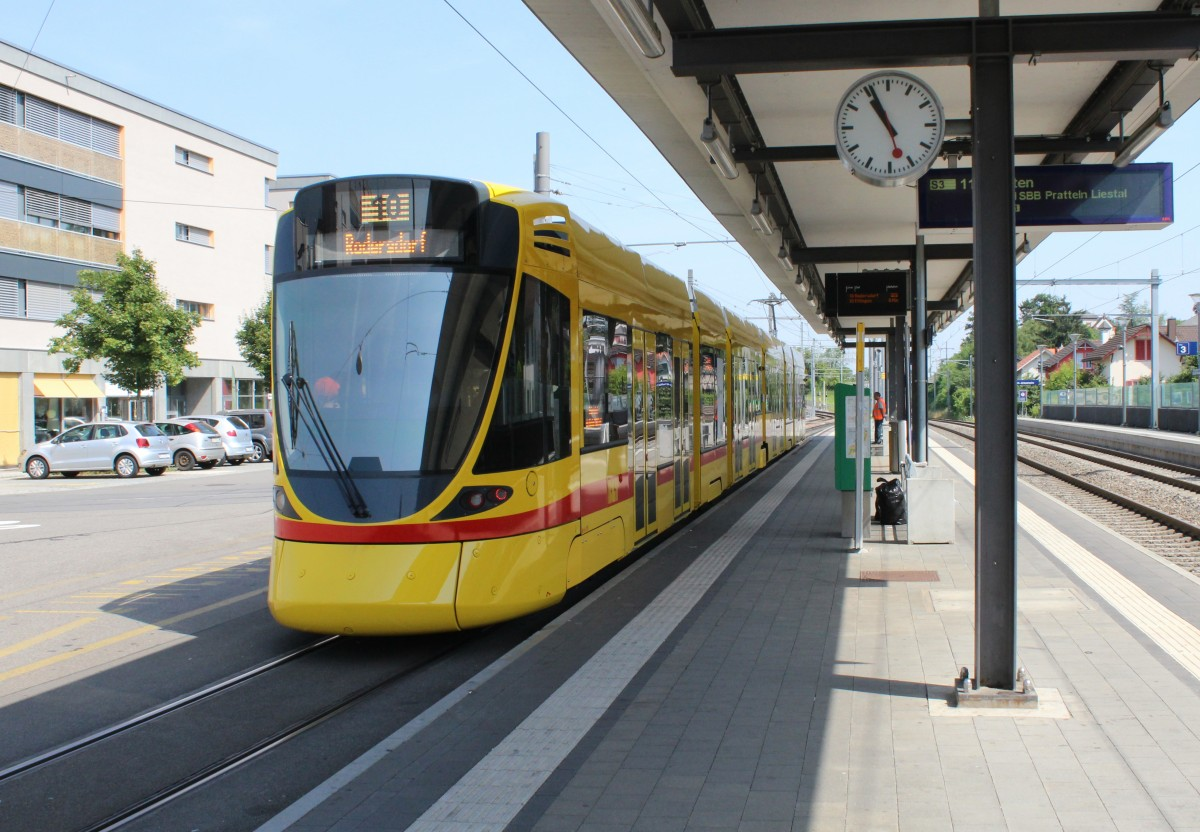
Basilejská tramvaj na lince 10

Oberwil získal železniční spojení otevřením úzkorozchodné dráhy Birsigtalbahn v roce 1887. Později byla trať přestavěna a je součástí basilejské tramvajové linky 10, která jezdí v intervalu 7,5 minuty po celý den. Ve špičkách jezdí také tramvajová linka 17. Kromě zastávky Oberwil v centru města se v obci nachází také zastávka Stallen v obytné čtvrti a zastávka Hüslimatt v průmyslové oblasti; zde se nachází také největší tramvajová a autobusová vozovna společnosti Baselland Transport AG (BLT). Cesta z Oberwilu do centra Basileje trvá přibližně 15 minut a na nádraží Basel SBB 20 minut. Kromě tramvají spojují Oberwil s okolními obcemi basilejské aglomerace také různé autobusové linky. Patří mezi ně místní autobusová linka 59 z Oberwilu do Bottmingenu, autobusová linka 60 směrem na Biel-Benken a Münchenstein / Muttenz, autobusová linka 61 směrem na Allschwil přes Binningen a autobusová linka 64 směrem na Arlesheim a Allschwil Bachgraben.

## Partnerská obec
Partnerskou obcí je Aschau im Zillertal v Rakousku. Motivace k partnerství sahá k těžbě dřeva a údržbě lesa, kdy byli v Oberwilu zejména v 80. letech 20. století opakovaně zaměstnáváni pracovníci z Aschau.